# Polo aquático na Universíada de Verão de 2025
O polo aquático na Universíada de Verão de 2025 foi disputado no Amateur-Schwimm-Club Duisburg, em Duisburgo, na Alemanha, entre 17 e 26 de julho de 2025.

## Calendário
| Polo aquático | Julho | Julho | Julho | Julho | Julho | Julho | Julho | Julho | Julho | Julho | Julho | Julho | Eventos |
| Polo aquático | 16    | 17    | 18    | 19    | 20    | 21    | 22    | 23    | 24    | 25    | 26    | 27    | Eventos |
| ------------- | ----- | ----- | ----- | ----- | ----- | ----- | ----- | ----- | ----- | ----- | ----- | ----- | ------- |
|               |       |       |       |       |       |       |       |       |       |       | 2     |       | 2       |

|  | Dia de competição |  | Dia de final |

## Medalhistas
| Evento    | Ouro         | Prata              | Bronze       |
| --------- | ------------ | ------------------ | ------------ |
| Masculino | ITA Itália   | USA Estados Unidos | GER Alemanha |
| Feminino  | GER Alemanha | USA Estados Unidos | ITA Itália   |

## Quadro de Medalhas
| Atualizado em 22h 17min de 31 de julho de 2025 (UTC) | v d e |

| Ordem | País               | Medalha de ouro | Medalha de prata | Medalha de bronze |   |
| ----- | ------------------ | --------------- | ---------------- | ----------------- | - |
| 1     | GER Alemanha       | 1               |                  | 1                 | 2 |
| 1     | ITA Itália         | 1               |                  | 1                 | 2 |
| 3     | USA Estados Unidos |                 | 2                |                   | 2 |